# Befehlsleiter

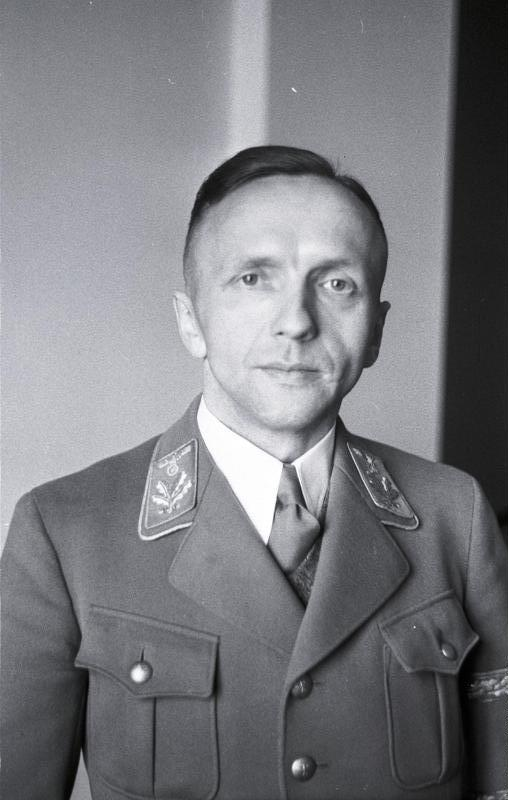
Gerhard Klopfer, con el rango nazi de Befehlsleiter (Líder de Mando) en 1942.

Befehlsleiter (en español: Líder de Mando) fue un rango político del Partido Nacionalsocialista Obrero Alemán en la Alemania nacionalsocialista que existió entre 1939 y 1945. Dividido en tres niveles (Befehlsleiter, Oberbefehlsleiter y Hauptbefehlsleiter) el rango era el rango político jerárquico más alto posible, con las excepciones de los grados de Gauleiter y el Reichsleiter, que estaban fuera del nivel de promoción regular, y eran disponibles solo por cita directa de Adolf Hitler.